# Józef Kącki

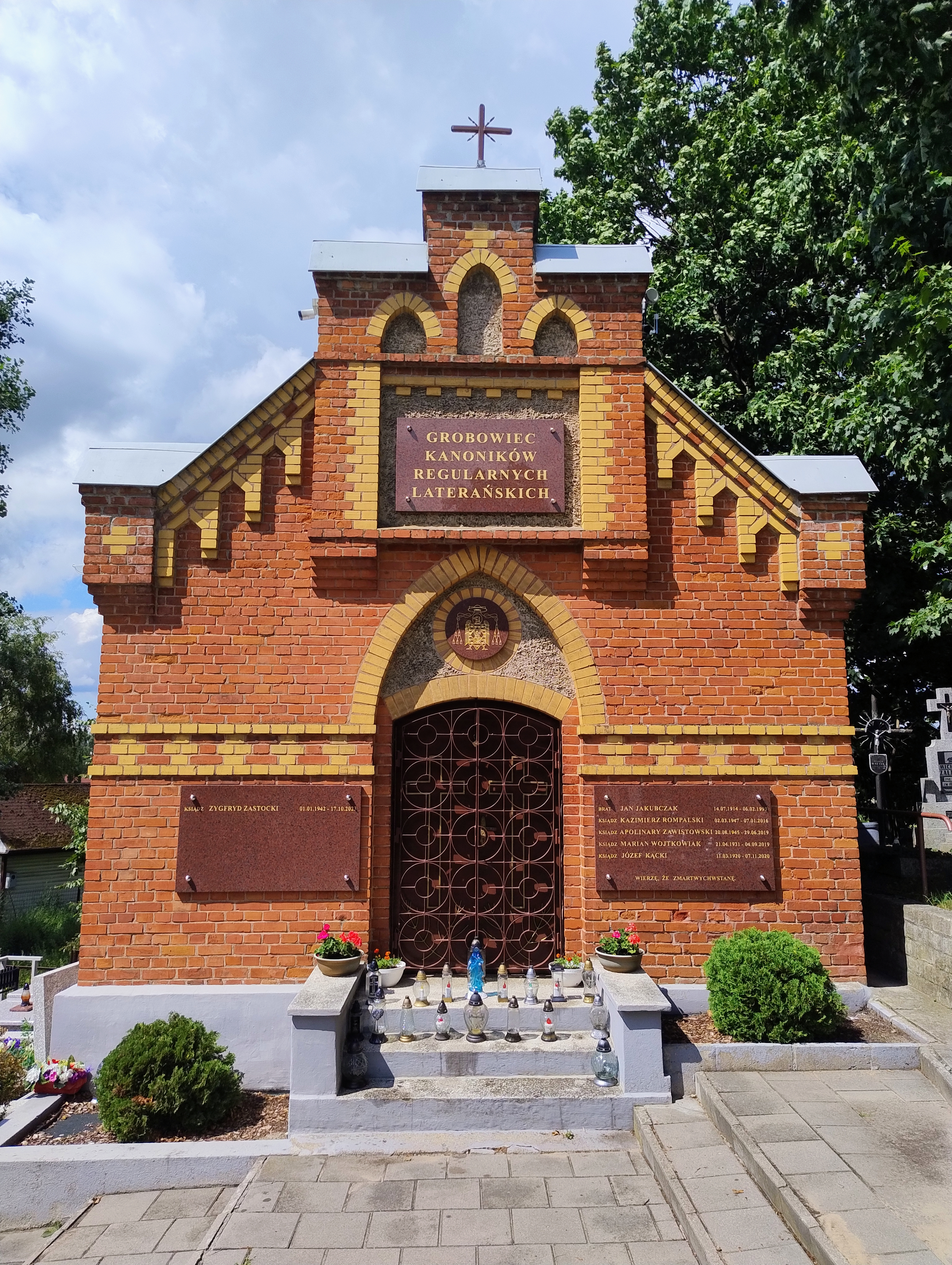
Grobowiec Józefa Kąckiego (2025)

Józef Kącki (ur. 11 marca 1920 w Trzcianie, zm. 7 listopada 2020 w Ełku) – polski duchowny katolicki.

## Życiorys
Potomek Marcina Kątskiego. Syn Piotra i Wiktorii z d. Stochel jako jedno z ośmiorga dzieci. Uczęszczał do Państwowego Gimnazjum i IV Liceum im. Tadeusza Kościuszki w Krakowie, które ukończył w 1939. W tym roku wstąpił do Zakonu Kanoników Regularnych Laterańskich. Śluby czasowe złożył 28 sierpnia 1940, zaś śluby wieczyste 28 sierpnia 1943. 8 lipca 1945 przyjął święcenia kapłańskie z rąk Stanisława Rosponda. Przez rok posługiwał w Krakowie. Od 1946 pracował na Mazurach. Od 1946 do 1957 w Ełku jako wikariusz i katecheta, od 1957 do 1963 w Gietrzwałdzie jako administrator parafii. Przez następny rok rezydent w Rąpinie. Od 1964 do 1994 proboszcz parafii Matki Bożej Królowej Polski w Stradunach. Później, do końca życia, rezydent tamże. W 2020 został honorowym obywatelem gminy Ełk.
Pochowany w grobowcu zakonnym Kanoników Regularnych Laterańskich na cmentarzu w Ełku.